# Plumieux
Plumieux (tiếng Breton: Pluvaeg, Gallo: Ploemioec) là một xã của tỉnh Côtes-d'Armor, thuộc vùng Bretagne, tây bắc Pháp.

## Dân số
Người dân ở Plumieux được gọi là Plumetais.